# Великі Дідушичі
Вели́кі Діду́шичі — село в Україні, у Стрийському районі Львівської області. Населення становить понад 1700 осіб. Орган місцевого самоврядування — Стрийська міська рада.

## Історія
Вперше згадується 15 серпня 1412 .
У податковому реєстрі 1515 року в селі Дідушичі документується 2 попи (отже, уже тоді було 2 церкви), млин і 13 ланів (близько 325 га) оброблюваної землі та ще 14 ланів тимчасово вільної.

## Політика

### Парламентські вибори, 2019
На позачергових парламентських виборах 2019 року у селі функціонувала окрема виборча дільниця № 461446, розташована у приміщенні будинку культури.
Результати
- зареєстровано 1257 виборців, явка 66,83 %, найбільше голосів віддано за «Слугу народу» — 28,21 %, за партію «Голос» — 20,95 %, за «Європейську Солідарність» — 14,76 %.[4] В одномандатному окрузі найбільше голосів отримав Андрій Кіт (самовисування) — 32,74 %, за Олега Канівця (Громадянська позиція) — 17,86 %, за Андрія Гергерта (Всеукраїнське об'єднання «Свобода») — 17,02 %[5].

## Відомі люди
- Грицан Андрій Володимирович (1991—2015) — солдат Збройних сил України, загинув у боях за Донецький аеропорт.
- Отець Йосиф Нижанківський[6] — священик УГКЦ, парох села (з 1873 до 1911 року), батько Остапа, Олександра, Петра, Володимира Нижанківських.[7]
- Отець Келестин Костецький — народився у селі і був тут адміністратором парафії (1867—1870) і парохом (1870—1872), декан Чернівецького деканату, митрат, почесний крилошанин, апостольський протонотар, почесний громадянин Скали-Подільської і Чернівців.